# Світовий Тур UCI 2016
Світовий тур UCI 2016 - змагання з велоспорту на шосе, які складалися з 27 етапів упродовж сезону 2016 року. Це були восьмі змагання за новою рейтинговою системою, яку ввів Міжнародний союз велосипедистів (UCI) 2009 року. Сезон розпочався 19 січня стартовим етапом Тур Даун Андер і завершився 1 жовтня етапом Іль Ломбардія. Іспанець Алехандро Валверде був дворазовим чинним чемпіоном.
Валверде не зміг захистити свій титул і завершив сезон на четвертому місці в особистому заліку. Переможцем у загальному заліку вперше став словацький велогонщик Петер Саган з команди Tinkoff, який упродовж сезону набрав 669 очок. Цей результат включає перемоги на окремих етапах Гент — Вевельгем, Тур Фландрії та Гран-прі Квебеку. Друге місце дісталося товаришеві Валверде по команді Movistar Team Наїро Кінтані, який на 60 очок відстав від Сагана; Кінтана також переміг на трьох етапах: Вольта Каталунії, Тур Романдії, а також останньому Гранд-турі сезону Вуельта Іспанії. Третє місце в особистому заліку посів Кріс Фрум (Team Sky), на 45 очок позаду Кінтани і на 105 - позаду Сагана. Фрум здобув дві перемоги на французькій землі: Крітеріум ду Дофіне і Тур де Франс.
Крім того змагання відбувалися ще в двох заліках. Серед команд четвертий рік підряд перемогу здобула Movistar Team, яка загалом набрала 1471 очко. друге місце посіла Tinkoff, яка відстала на 110 очок, тоді як Team Sky завершила сезон на третьому місці. Серед країн гору взяла Іспанія, на 29 очок випередивши Колумбію і на понад 400 очок - Велику Британію.

## Команди
Професійні команди з велоспорту поділялися на кілька груп: провідні команди належали до групи світових команд UCI. Вони автоматично потрапляли на Світовий тур і були зобов'язані брати в ньому участь. Організаторам кожного етапу було дозволено запрошувати інші команди – переважно континентальні. UCI вибирав команди ґрунтуючись на спортивних, етичних, фінансових і адміністративних критеріях.
 Кількість світових команд була обмежена вісімнадцятьма. У жовтні 2015 UCI надав сімнадцятьом командам цей статус, тим самим, які брали участь у Світовому Турі UCI 2015. У листопаді останню ліцензію світової команди отримала Dimension Data, яка в попередньому сезоні виступала на професійному континентальному рівні як Dimension Data.
| Код | Офіційна назва команди           | Країна          | Спонсор       | Велосипеди для групових гонок                                         | Велосипеди для гонок з роздільним стартом | Колеса     |
| --- | -------------------------------- | --------------- | ------------- | --------------------------------------------------------------------- | ----------------------------------------- | ---------- |
| ALM | AG2R La Mondiale (сезон 2016)    | Франція         | SRAM          | Focus Izalco Max Focus Cayo                                           | Focus Izalco Chrono                       | Zipp       |
| AST | Astana Pro Team (сезон 2016)     | Казахстан       | Campagnolo    | Specialized Venge S-Works Tarmac Specialized Roubaix                  | Specialized Shiv                          | Corima     |
| BMC | BMC Racing Team (сезон 2016)     | США             | Shimano       | BMC Teammachine SLR01 BMC Часmachine TMR01 BMC Granfondo GF01         | BMC ЧасMachine TM01                       | Shimano    |
| CPT | Cannondale-Drapac (сезон 2016)   | США             | Shimano       | Cannondale SuperSix EVO Cannondale Synapse                            | Cannondale Slice                          | Mavic      |
| DDD | Dimension Data (сезон 2016)      | ПАР             | Shimano/Rotor | Cervelo S5 Cervelo R5 Cervelo C5                                      | Cervelo P5                                | Enve       |
| EQS | Quick-Step Floors (сезон 2016)   | Бельгія         | Shimano FSA   | Specialized Venge S-Works Tarmac Specialized Roubaix                  | Specialized Shiv                          | Shimano    |
| FDJ | FDJ (сезон 2016)                 | Франція         | Shimano       | Lapierre Xelius SL Lapierre AircodeSL Lapierre Pulsium                | Lapierre Aerostorm                        | Shimano    |
| IAM | IAM Cycling (сезон 2016)         | Швейцарія       | Shimano       | Scott Foil Scott Addict Scott Solace                                  | Scott Plasma                              | DT Swiss   |
| LAM | UAE Team Emirates (сезон 2016)   | Італія          | Shimano Rotor | Merida Reacto Evo Merida Scultura Merida Ride                         | Merida Warp                               | Fulcrum    |
| LTS | Lotto Soudal (сезон 2016)        | Бельгія         | Campagnolo    | Ridley Helium SL Ridley Noah SL Ridley Fenix SL                       | Ridley Dean Fast                          | Campagnolo |
| MOV | Movistar Team (сезон 2016)       | Іспанія         | Campagnolo    | Canyon Ultimate CF SLX Canyon Aeroad CF SLX Canyon Endurance CF SL    | Canyon Speedmax CF                        | Campagnolo |
| OGE | Orica–Scott (сезон 2016)         | Австралія       | Shimano       | Scott Foil Scott Addict Scott Solace                                  | Scott Plasma                              | Shimano    |
| TGA | Team Sunweb (сезон 2016)         | Німеччина       | Shimano       | Giant TCR Advanced SL Giant Propel Advanced SL Giant Defy Advanced SL | Giant Trinity                             | Shimano    |
| KAT | Katusha–Alpecin (сезон 2016)     | Росія           | SRAM          | Canyon Ultimate CF SLX Canyon Aeroad CF SLX Canyon Endurance CF SL    | Canyon Speedmax CF                        | Zipp       |
| TLJ | Team Lotto NL-Jumbo (сезон 2016) | Нідерланди      | Shimano       | Bianchi OltreXR2 Bianchi Specialissima Bianchi Infinito CV            | Bianchi Aquila CV                         | Shimano    |
| SKY | Team Sky (сезон 2016)            | Велика Британія | Shimano       | Pinarello Dogma F8 Pinarello Dogma K8-S Pinarello Dogma K8            | Pinarello Bolide                          | Shimano    |
| TNK | Tinkoff (сезон 2016)             | Росія           | Shimano       | Specialized Venge S-Works Tarmac Specialized Roubaix                  | Specialized Shiv                          | Roval      |
| TFS | Trek-Segafredo (сезон 2016)      | США             | Shimano       | Trek Emonda Trek Madone Trek Domane                                   | Trek SpeedConcept                         | Bontrager  |

## Змагання
Всі етапи Світового Туру UCI 2015 увійшли і в цей сезон, хоча деякі з них відбулись в інші строки. На сезон 2016 рік UCI ввів нову рейтингову систему, яка діяла паралельно з традиційною. Нова система обраховували очки впродовж 52-х тижнів, подібно до рейтингів ATP і WTA в тенісі.
Командна гонка з роздільним стартом на Чемпіонаті світу 2016, запланована на 9 жовтня, повинна була давати очки в командний залік. У серпні 2016 року the Association International des Groupes Cyclistes Professionels (AIGCP) ухвалила рішення світових команд бойкотувати цю командну гонку з роздільним стартом, оскільки UCI наполягав, що участь у цьому змаганні є умовою отримання ліцензії світової команди без виплати гонорару за участь, як це відбувається на інших етапах Світового туру UCI. Професійні континентальні команди UCI, які відвідували Генеральну асамблею AIGCP, також підтримали цей крок. UCI виразив невдоволення цим рішенням і заявив, що "продовжує очікувати відмінну участь у цьогорічній командній гонці з роздільним стартом на чемпіонаті світу з шосейних велоперегонів". Однак через місяць пролунала заява, що світові команди зможуть взяти участь, хоча й не зобов'язані, і жодних очок не піде в залік рейтингу Світового туру.
| Перегони               | Дати                   | Переможець                | Переможець | Другий                  | Другий  | Третій                    | Третій  | Решта очок (від 4-го місця і нижче)                               | Очки за етапи   |
| ---------------------- | ---------------------- | ------------------------- | ---------- | ----------------------- | ------- | ------------------------- | ------- | ----------------------------------------------------------------- | --------------- |
| Тур Даун Андер         | 19–24 січня            | Саймон Джерранс (AUS)     | 100        | Річі Порт (AUS)         | 80      | Серхіо Енао (COL)         | 70      | 60, 50, 40, 30, 20, 10, 4                                         | 6, 4, 2, 1, 1   |
| Париж — Ніцца          | 6–13 березня           | Джерейнт Томас (GBR)      | 100        | Альберто Контадор (ESP) | 80      | Річі Порт (AUS)           | 70      | 60, 50, 40, 30, 20, 10, 4                                         | 6, 4, 2, 1, 1   |
| Тіррено — Адріатіко    | 9–15 березня           | Грег Ван Авермет (BEL)    | 100        | Петер Саган (SVK)       | 80      | Боб Юнгельс (LUX)         | 70      | 60, 50, 40, 30, 20, 10, 4                                         | 6, 4, 2, 1, 1   |
| Мілан — Сан-Ремо       | 19 березня             | Арно Демар (FRA)          | 100        | Бен Свіфт (GBR)         | 80      | Юрген Руландтс (BEL)      | 70      | 60, 50, 40, 30, 20, 10, 4                                         | N/A             |
| Вольта Каталунії       | 21–27 березня          | Наїро Кінтана (COL)       | 100        | Альберто Контадор (ESP) | 80      | Ден Мартін (IRL)          | 70      | 60, 50, 40, 30, 20, 10, 4                                         | 6, 4, 2, 1, 1   |
| E3 Харелбеке           | 25 березня             | Міхал Квятковський (POL)  | 80         | Петер Саган (SVK)       | 60      | Іен Стеннард (GBR)        | 50      | 40, 30, 22, 14, 10, 6, 2                                          | N/A             |
| [Гент — Вевельгем      | 27 березня             | Петер Саган (SVK)         | 80         | Сеп Ванмарке (BEL)      | 60      | В'ячеслав Кузнєцов (RUS)  | 50      | 40, 30, 22, 14, 10, 6, 2                                          | N/A             |
| Тур Фландрії           | 3 квітня               | Петер Саган (SVK)         | 100        | Фаб'ян Канчеллара (SUI) | 80      | Сеп Ванмарке (BEL)        | 70      | 60, 50, 40, 30, 20, 10, 4                                         | N/A             |
| Тур Країни Басків      | 4–9 April              | Альберто Контадор (ESP)   | 100        | Серхіо Енао (COL)       | 80      | Наїро Кінтана (COL)       | 70      | 60, 50, 40, 30, 20, 10, 4                                         | 6, 4, 2, 1, 1   |
| Париж — Рубе           | 10 квітня              | Метью Гейман (AUS)        | 100        | Том Бонен (BEL)         | 80      | Іен Стеннард (GBR)        | 70      | 60, 50, 40, 30, 20, 10, 4                                         | N/A             |
| Амстел Голд Рейс       | 17 квітня              | Енріко Гаспаротто (ITA)   | 0 pts      | Міхаель Вальгрен (DEN)  | 60      | Сонні Кольбреллі (ITA)    | 0 pts   | 40, 30, 22, 14, 10, 6, 2                                          | N/A             |
| Флеш Валонь            | 20 квітня              | Алехандро Валверде (ESP)  | 80         | Жюліан Алафіліпп (FRA)  | 60      | Ден Мартін (IRL)          | 50      | 40, 30, 22, 14, 10, 6, 2                                          | N/A             |
| Льєж — Бастонь — Льєж  | 24 квітня              | Ваут Пулс (NED)           | 100        | Мікаель Альбазіні (SUI) | 80      | Руй Кошта (POR)           | 70      | 60, 50, 40, 30, 20, 10, 4                                         | N/A             |
| Тур Романдії           | 26 квітня – 1 травня   | Наїро Кінтана (COL)       | 100        | Тібо Піно (FRA)         | 80      | Йон Ісагірре (ESP)        | 70      | 60, 50, 40, 30, 20, 10, 4                                         | 6, 4, 2, 1, 1   |
| Джиро д'Італія         | 6–29 травня            | Вінченцо Нібалі (ITA)     | 170        | Естебан Чавес (COL)     | 130 pts | Алехандро Валверде (ESP)  | 100     | 90, 80, 70, 60, 52, 44, 38, 32, 26, 22, 18, 14, 10, 8, 6, 4, 2    | 16, 8, 4, 2, 1  |
| Крітеріум ду Дофіне    | 5–12 червня            | Кріс Фрум (GBR)           | 100        | Ромен Барде (FRA)       | 80      | Ден Мартін (IRL)          | 70      | 60, 50, 40, 30, 20, 10, 4                                         | 6, 4, 2, 1, 1   |
| Тур Швейцарії          | 11–19 червня           | Мігель Анхель Лопес (COL) | 100        | Йон Ісагірре (ESP)      | 80      | Варрен Баргіль (FRA)      | 70      | 60, 50, 40, 30, 20, 10, 4                                         | 6, 4, 2, 1, 1   |
| Тур де Франс           | 2–24 липня             | Кріс Фрум (GBR)           | 200 pts    | Ромен Барде (FRA)       | 150     | Наїро Кінтана (COL)       | 120 pts | 110, 100, 90, 80, 70, 60, 50, 40, 30, 24, 20, 16, 12, 10, 8, 6, 4 | 20, 10, 6, 4, 2 |
| Тур Польщі             | 12–18 липня            | Тім Велленс (BEL)         | 100        | Фабіо Фелліне (ITA)     | 80      | Альберто Беттіоль (ITA)   | 70      | 60, 50, 40, 30, 20, 10, 4                                         | 6, 4, 2, 1, 1   |
| Класика Сан-Себастьяна | 30 липня               | Бауке Моллема (NED)       | 80         | Тоні Галлопен (FRA)     | 60      | Алехандро Валверде (ESP)  | 50      | 40, 30, 22, 14, 10, 6, 2                                          | N/A             |
| Вуельта Іспанії        | 20 серпня – 11 вересня | Наїро Кінтана (COL)       | 170        | Кріс Фрум (GBR)         | 130 pts | Естебан Чавес (COL)       | 100     | 90, 80, 70, 60, 52, 44, 38, 32, 26, 22, 18, 14, 10, 8, 6, 4, 2    | 16, 8, 4, 2, 1  |
| Класика Гамбурга       | 21 серпня              | Калеб Еван (AUS)          | 80         | Джон Дегенкольб (DEU)   | 60      | Джакомо Ніццоло (ITA)     | 50      | 40, 30, 22, 14, 10, 6, 2                                          | N/A             |
| Гран-прі Уес Франс     | 28 серпня              | Олівер Насен (BEL)        | 80         | Альберто Беттіоль (ITA) | 60      | Александер Крістофф (NOR) | 50      | 40, 30, 22, 14, 10, 6, 2                                          | N/A             |
| Гран-прі Квебека       | 9 вересня              | Петер Саган (SVK)         | 80         | Грег Ван Авермет (BEL)  | 60      | Антоні Ру (FRA)           | 50      | 40, 30, 22, 14, 10, 6, 2                                          | N/A             |
| Гран-прі Монреаля      | 11 вересня             | Грег Ван Авермет (BEL)    | 80         | Петер Саган (SVK)       | 60      | Дієго Уліссі (ITA)        | 50      | 40, 30, 22, 14, 10, 6, 2                                          | N/A             |
| / Енеко Тур            | 19–25 вересня          | Нікі Терпстра (NED)       | 100        | Олівер Насен (BEL)      | 80      | Петер Саган (SVK)         | 70      | 60, 50, 40, 30, 20, 10, 4                                         | 6, 4, 2, 1, 1   |
| Іль Ломбардія          | 1 жовтня               | Естебан Чавес (COL)       | 100        | Дієго Роза (ITA)        | 80      | Рігоберто Уран (COL)      | 70      | 60, 50, 40, 30, 20, 10, 4                                         | N/A             |

Примітки
1. ↑  Оскільки Гаспаротто виступав за Wanty-Groupe Gobert, яка не належить до світових команд UCI, то він не міг набирати очки в залік Світового туру UCI.
2. ↑  Оскільки Кольбреллі виступав за Bardiani-CSF, яка не належить до світових команд UCI, то він не міг набирати очки в залік Світового туру UCI.

## Рейтинги

### Особистий
Гонщики, які набрали одну й ту саму кількість очок, ділили місця за кількістю перемог, других місць, третіх місць тощо, на змаганнях і етапах Світового туру.
| Місце | Ім'я                          | Команда                                         | Очки |
| ----- | ----------------------------- | ----------------------------------------------- | ---- |
| 1     | Петер Саган (SVK)             | Tinkoff                                         | 669  |
| 2     | Наїро Кінтана (COL)           | Movistar Team                                   | 609  |
| 3     | Кріс Фрум (GBR)               | Team Sky                                        | 564  |
| 4     | Алехандро Валверде (ESP)      | Movistar Team                                   | 436  |
| 5     | Альберто Контадор (ESP)       | Tinkoff                                         | 428  |
| 6     | Грег Ван Авермет (BEL)        | BMC Racing Team                                 | 420  |
| 7     | Річі Порт (AUS)               | BMC Racing Team                                 | 394  |
| 8     | Ромен Барде (FRA)             | AG2R La Mondiale                                | 374  |
| 9     | Естебан Чавес (COL)           | Помилка: відсутній шаблон Назва велокоманди OBE | 351  |
| 10    | Ден Мартін (IRL)              | Quick-Step Floors                               | 280  |
| 11    | Йон Ісагірре (ESP)            | Movistar Team                                   | 270  |
| 12    | Вінченцо Нібалі (ITA)         | Astana Pro Team                                 | 241  |
| 13    | Закарін Ільнур Азатович (RUS) | Katusha–Alpecin                                 | 239  |
| 14    | Серхіо Енао (COL)             | Team Sky                                        | 234  |
| 15    | Александер Крістофф (NOR)     | Katusha–Alpecin                                 | 229  |
| 16    | Хоакім Родрігес (ESP)         | Katusha–Alpecin                                 | 211  |
| 17    | Тібо Піно (FRA)               | FDJ                                             | 206  |
| 18    | Сеп Ванмарке (BEL)            | Team Lotto NL-Jumbo                             | 201  |
| 19    | Руй Кошта (POR)               | UAE Team Emirates                               | 194  |
| 20    | Альберто Беттіоль (ITA)       | Cannondale-Drapac                               | 185  |
| 21    | Michael Matthews (AUS)        | Помилка: відсутній шаблон Назва велокоманди OBE | 184  |
| 22    | Фаб'ян Канчеллара (SUI)       | Trek-Segafredo                                  | 176  |
| 23    | Олівер Насен (BEL)            | IAM Cycling                                     | 162  |
| 24    | Бауке Моллема (NED)           | Trek-Segafredo                                  | 160  |
| 25    | Арно Демар (FRA)              | FDJ                                             | 154  |

- 235 гонщиків набрали очки. Ще 34 гонщики фінішували на місцях, які принесли б їм очки, якби вони належали до світових команд.

### Командний
Командні очки нараховувалися додаванням особистих очок найкращих п'яти гонщиків у кожній команді.
| Місце | Команда                                         | Очки | Найкращі 5 гонщиків                                                              |
| ----- | ----------------------------------------------- | ---- | -------------------------------------------------------------------------------- |
| 1     | Movistar Team                                   | 1471 | Н. Кінтана (609), Валверде (436), Й. Ісагірре (270), Фернандес (88), Амадор (68) |
| 2     | Tinkoff                                         | 1361 | П. Саган (669), Контадор (428), Майка (110), Кройцігер (86), Маккарті (68)       |
| 3     | Team Sky                                        | 1187 | Froome (564), Сер. Енао (234), Пулс (148), Томас (121), Стеннард (120)           |
| 4     | BMC Racing Team                                 | 1128 | Ван Авермет (420), Порт (394), С. Санчес (130), Ван Гардер (104), Атапума (80)   |
| 5     | Помилка: відсутній шаблон Назва велокоманди OBE | 909  | Чавес (351), Меттьюс (184), А. Єйтс (144), Джерранс (119), Еван (111)            |
| 6     | Katusha–Alpecin                                 | 789  | Закарін (239), Крістофф (229), Родрігес (211), Шпілак (60), Кузнєцов (50)        |
| 7     | Quick-Step Floors                               | 775  | Д. Мартін (280), Юнгельс (153), Алафіліпп (146), Терпстра (108), Штибар (88)     |
| 8     | Cannondale-Drapac                               | 616  | Беттіоль (185), Уран (137), Таланскі (132), Формоло (108), Віллелла (54)         |
| 9     | Trek-Segafredo                                  | 565  | Канчеллара (176), Моллема (160), Фелліне (108), Ніццоло (90), Стейвен (31)       |
| 10    | Astana Pro Team                                 | 539  | Нібалі (241), Роза (110), М. Лопес (109), Скарпоні (43), Ару (36)                |
| 11    | FDJ                                             | 516  | Піно (206), Демар (154), Райхенбах (84), Ру (56), Женьє (16)                     |
| 12    | Team Lotto NL-Jumbo                             | 506  | Ванмарке (201), крейсвейк (118), Келдерман (74), Гесінк (59), ван Емден (54)     |
| 13    | AG2R La Mondiale                                | 482  | Барде (374), Поццовіво (32), Ю Дюпон (32), латур (22), Перо (22)                 |
| 14    | Lotto Soudal                                    | 463  | Велленс (130), Грайпель (92), Руландтс (90), Галлопен (85), Бенот (66)           |
| 15    | UAE Team Emirates                               | 442  | Р. Кошта (194), Уліссі (129), Мейнтджес (85), Модоло (18), Конті (16)            |
| 16    | Team Sunweb                                     | 435  | Т. Дюмулін (149), Баргіль (144), Дегенкольб (98), Арндт (38), Т. Людвігссон (6)  |
| 17    | IAM Cycling                                     | 418  | Насен (162), Пантано (115), Гаусслер (72), Франк (39), Варбайс (30)              |
| 18    | Dimension Data                                  | 290  | Кавендіш (80), Боассон Хаген (79), Гаас (53), Сівцов (40), Каммінгс (38)         |

### Національний
Національні очки нараховувалися додаванням особистих очок найкращих п'яти гонщиків, які виступали за ту чи іншу країну. Цей рейтинг також використовувався, щоб визначити кількість гонщиків від тієї чи іншої країни в груповій гонці Чемпіонату світу 2016.
| Місце | Країна          | Очки | Найкращі 5 гонщиків (якщо мають право на очки)                                           |
| ----- | --------------- | ---- | ---------------------------------------------------------------------------------------- |
| 1     | Іспанія         | 1475 | Валверде (436), Контадор (428), Й. Ісагірре (270), Родрігес (211), С. Санчес (130)       |
| 2     | Колумбія        | 1446 | Н. Кінтана (609), Чавес (351), Сер. Енао (234), Уран (137), Пантано (115)                |
| 3     | Велика Британія | 1050 | Froome (564), А. Єйтс (144), Томас (121), Стеннард (120), С. Єйтс (101)                  |
| 4     | Франція         | 1024 | Барде (374), Піно (206), Демар (154), Алафіліпп (146), Баргіль (144)                     |
| 5     | Бельгія         | 1003 | Ван Авермет (420), Ванмарке (201), Насен (162), Велленс (130), Руландтс (90)             |
| 6     | Австралія       | 908  | Порт (394), Меттьюс (184), Джерранс (119), Еван (111), Гейман (100)                      |
| 7     | Італія          | 773  | Нібалі (241), Беттіоль (185), Уліссі (129), Роза (110), Фелліне (108)                    |
| 8     | Нідерланди      | 683  | Моллема (160), Т. Дюмулін (149), Пулс (148), Крейсвейк (118), Терпстра (108)             |
| 9     | Словаччина      | 669  | П. Саган (669)                                                                           |
| 10    | Швейцарія       | 416  | Канчеллара (176), Альбазіні (106), Райхенбах (84), Франк (39), Морабіто (11)             |
| 11    | Норвегія        | 343  | Крістофф (229), Боассон Хаген (79), Хольст Енгер (16), Хоельгаард (14), Стаке ланген (5) |
| 12    | Німеччина       | 339  | Дегенкольб (98), Грайпель (92), Кіттель (81), Арндт (38), Зіберг (30)                    |
| 13    | Росія           | 336  | Закарін (239), Кузнєцов (50), Лагутін (20), Сілін (18), Цатевич (9)                      |
| 14    | Ірландія        | 286  | Д. Мартін (280), Роч (6)                                                                 |
| 15    | США             | 280  | Таланскі (132), Ван Гардер (104), Варбайс (30), Креддок (10), Домбровскі (4)             |

1. ↑  Після позитивного тесту Єйтса на тербуталін, взятого під час перегонів Париж — Ніцца, його позбавлено сьомого місця в загальному заліку,[17] а також 30 очок за нього.

- Гонщики з 35 країн набрали очки.

## Зміна лідера
| Змагання (Переможець)                       | Особистий         | Командний       | Національний |
| ------------------------------------------- | ----------------- | --------------- | ------------ |
| Тур Даун Андер (Саймон Джерранс)            | Саймон Джерранс   | Orica–Scott     | Австралія    |
| Париж — Ніцца (Джерейнт Томас)              | Річі Порт         | Team Sky        | Австралія    |
| Тіррено — Адріатіко (Грег Ван Авермет)      | Річі Порт         | BMC Racing Team | Австралія    |
| Мілан — Сан-Ремо (Арно Демар)               | Річі Порт         | Team Sky        | Австралія    |
| E3 Харелбеке (Міхал Квятковський)           | Річі Порт         | Team Sky        | Австралія    |
| Вольта Каталунії (Наїро Кінтана)            | Річі Порт         | Team Sky        | Австралія    |
| Гент — Вевельгем (Петер Саган)              | Петер Саган       | Tinkoff         | Австралія    |
| Тур Фландрії (Петер Саган)                  | Петер Саган       | Tinkoff         | Австралія    |
| Тур Країни Басків (Альберто Контадор)       | Петер Саган       | Tinkoff         | Іспанія      |
| Париж — Рубе (Метью Гейман)                 | Петер Саган       | Tinkoff         | Австралія    |
| Амстел Голд Рейс (Енріко Гаспаротто)        | Петер Саган       | Tinkoff         | Австралія    |
| Флеш Валонь (Алехандро Валверде)            | Петер Саган       | Tinkoff         | Австралія    |
| Льєж — Бастонь — Льєж (Ваут Пулс)           | Петер Саган       | Tinkoff         | Іспанія      |
| Тур Романдії (Наїро Кінтана)                | Петер Саган       | Tinkoff         | Іспанія      |
| Джиро д'Італія (Вінченцо Нібалі)            | Петер Саган       | Tinkoff         | Іспанія      |
| Крітеріум ду Дофіне (Кріс Фрум)             | Альберто Контадор | Tinkoff         | Іспанія      |
| Тур Швейцарії (Мігель Анхель Лопес)         | Петер Саган       | Tinkoff         | Іспанія      |
| Тур Польщі (Тім Велленс)                    | Петер Саган       | Tinkoff         | Іспанія      |
| Тур де Франс (Кріс Фрум)                    | Петер Саган       | Movistar Team   | Іспанія      |
| Класика Сан-Себастьяна (Бауке Моллема)      | Петер Саган       | Movistar Team   | Іспанія      |
| Класика Гамбурга (Калеб Еван)               | Петер Саган       | Movistar Team   | Іспанія      |
| Гран-прі Уес Франс (Олівер Насен)           | Петер Саган       | Movistar Team   | Іспанія      |
| Grand Prix Cycliste de Québec (Петер Саган) | Петер Саган       | Movistar Team   | Іспанія      |
| Вуельта Іспанії (Наїро Кінтана)             | Наїро Кінтана     | Movistar Team   | Іспанія      |
| Гран-прі Монреаля (Грег Ван Авермет)        | Наїро Кінтана     | Movistar Team   | Іспанія      |
| Енеко Тур (Нікі Терпстра)                   | Петер Саган       | Movistar Team   | Іспанія      |
| Іль Ломбардія (Естебан Чавес)               | Петер Саган       | Movistar Team   | Іспанія      |